# Tournoi des Cinq Nations 1989
Navigation
Tournoi 1988 Tournoi 1990
Le Tournoi des Cinq Nations 1989, dont c'est la soixantième édition se déroule du 21 janvier au 18 mars 1989. À la faveur d'une défaite décisive de l'Angleterre au pays de Galles, la victoire finale revient à la France. Il s'agit de la quatrième victoire consécutive du XV de France, exploit qu'elle a déjà réalisé de 1959 à 1962.

## Classement
Légende
J matches joués, V victoires, N matches nuls, D défaites
PP points pour, PC points contre, Δ différence de points
Pts points de classement (attribution : 2 points pour une victoire ; 1 point en cas de match nul ; rien pour une défaite)
T Tenants conjoints du titre 1988.
| Rang | Nation             | J | V | N | D | PP | PC | Δ   | Pts |
| ---- | ------------------ | - | - | - | - | -- | -- | --- | --- |
| 1    | France (T)         | 4 | 3 | 0 | 1 | 76 | 47 | +29 | 6   |
| 2    | Angleterre         | 4 | 2 | 1 | 1 | 48 | 27 | +21 | 5   |
| 2    | Écosse             | 4 | 2 | 1 | 1 | 75 | 59 | +16 | 5   |
| 4    | Irlande            | 4 | 1 | 0 | 3 | 64 | 92 | -28 | 2   |
| 4    | Pays de Galles (T) | 4 | 1 | 0 | 3 | 44 | 82 | -38 | 2   |

## Résultats
- Première journée (21 janvier 1989)

| Dublin    | Irlande | 21 - 26 | France         |
| Édimbourg | Écosse  | 23 - 7  | Pays de Galles |

- Deuxième journée (4 février 1989)

| Cardiff | Pays de Galles | 13 - 19 | Irlande |
| Londres | Angleterre     | 12 - 12 | Écosse  |

- Troisième journée (18 février 1989)

| Paris  | France  | 31 - 12 | Pays de Galles |
| Dublin | Irlande | 3 - 16  | Angleterre     |

- Quatrième journée (4 mars 1989)

| Édimbourg | Écosse     | 37 - 21 | Irlande |
| Londres   | Angleterre | 11 - 0  | France  |

- Cinquième journée (18 mars 1989)

| Paris   | France         | 19 - 3 | Écosse     |
| Cardiff | Pays de Galles | 12 - 9 | Angleterre |